# Темирлик
Темирлик (каз. Темірлік) — село в Кегенском районе Алматинской области Казахстана. Входит в состав Кегенского сельского округа. Код КАТО — 195830300.

## Население
В 1999 году население села составляло 168 человек (87 мужчин и 81 женщина). По данным переписи 2009 года, в селе проживали 163 человека (95 мужчин и 68 женщин).